# Gieorgij Wiernadski

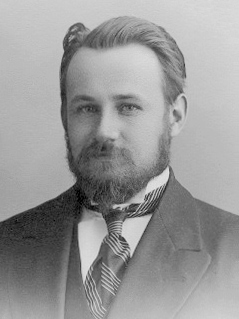
Zdjęcie Gieorgija Wiernadskiego z 1909 roku

Gieorgij Władimirowicz Wiernadski (ros. Гео́ргий Влади́мирович Верна́дский, ang. George Vernadsky, ur. 20 sierpnia 1888, zm. 12 czerwca 1973) – rosyjski i amerykański historyk, syn Władimira Iwanowicza Wiernadskiego, mediewista.

## Życiorys
Studia rozpoczął w 1905 na Uniwersytecie Moskiewskim, kontynuował je w Niemczech, Moskwie i Petersburgu. Wyemigrował z Rosji w roku 1920. Pracował w USA od 1927. Jest znany z książek o historii średniowiecznej Rusi oraz Mongołach.

## Wybrane publikacje
- Русская история М. Аграф 1997,2001 542 с ISBN 5-7784-0023-3
- Древняя Русь Тверь,М. : Леан,Аграф, 1996 ISBN 5-85929-014-4
- Россия в средние века Тверь,М. : Леан,Аграф, 1997; 2001 ISBN 5-85929-016-6
- Русская историография М. : Аграф, 1998; 2000 ISBN 5-7784-0044-6
- Московское царство. Часть 1-ая: [В 2 ч.:Пер.с англ.] Тверь;М. : Леан;Аграф, 1997; 2001 ISBN 5-85929-016-0
- Московское царство. Часть 2-ая: [В 2 ч.:Пер.с англ.] Тверь;М. : Леан;Аграф, 1997; 2001 ISBN 5-85929-017-9
- Монголы и Русь Тверь,М. : Леан,Аграф, 1997; 2001 ISBN 5-85929-004-6
- (1936) Political and Diplomatic History of Russia
- (1943–69) A History of Russia (Yale Press) ISBN 0-300-00247-5
- Medieval Russian Laws, (1947).
- The Mongols and Russia,(1953).
- The Origins of Russia, (1959).
- Kievan Russia, (1973) ISBN 0-300-01647 Yale Press